# Xperia Ace III
Xperia Ace IIIはSONYが開発、製造した第5世代移動通信システム対応Androidスマートフォンである。

## 概要
CPUはSnapdragon 480を搭載しており、OSはAndroid 12からAndroid 13、Android 14へのアップグレードが提供されている。